# Sumatraanse drongo
De Sumatraanse drongo (Dicrurus sumatranus) is een zangvogelsoort uit de familie Dicruridae (drongo's). Eerder werd de vogel beschouwd als een ondersoort van wat nu de haarkuifdrongo heet, met de wetenschappelijke naam: D. hottentottus sumatranus.

## Verspreiding en leefgebied
Deze drongo is een endemische vogelsoort op Sumatra Hij komt voor in laaglandregenwoud en heuvellandbos tot op een hoogte van meestal 800 m boven de zeespiegel (max. 1500 meter). 

## Status
De grootte van de populatie is niet gekwantificeerd maar de soort wordt omschreven als vrij algemeen. Aangenomen wordt dat de soort in aantal achteruit gaat door ontbossingen. Echter, het tempo ligt onder de 30% in tien jaar (minder dan 3,5% per jaar). Daarom staat deze drongo als niet bedreigd op de Rode Lijst van de IUCN.